# Sous-chef de gare
Un sous-chef de gare est un grade du chemin de fer belge; depuis la scission du chemin de fer entre gestionnaire de l'infrastructure et utilisateur de l'infrastructure, il en existe deux sortes.

## Sous-chef Infrabel
Il y en a dans toutes les cabines de signalisation. C'est par exemple lui qui va délivrer les ordres de franchissements pour les signaux desservis.
Il prend les décisions en cas de problème, il s'occupe également de prendre les dispositions en cas de travaux ou de dérangement sur les lignes 
afin de garantir aux voyageurs un retard moins important ou s'occuper de prévoir un service de remplacement (ex : Tec, Taxi) . 

## Sous-chef SNCB
Il y en a dans les gares suffisamment importantes; dans certaines il n'est présent qu'une partie de la journée.
Il renseigne les voyageurs à quai et les guide en cas de perturbations. C'est également lui qui gère — au niveau local — le matériel roulant dans les faisceaux dépendant de sa gare.